# Найт, Ник (фотограф)
Ник Найт (англ. Nick Knight. Nick Knight; род. 24 ноября 1958, Лондон, Великобритания) — британский фэшн-фотограф, фотограф-документалист, режиссёр, клипмейкер и web-издатель — основатель и руководитель сайта о моде «SHOWstudio.com.». Найт был награждён за свою редакторскую работу в журналах: Vogue', Dazed & Confused, i-D, The Face, W Magazine, Another Magazine, Arena Homme + и Visionaire, а также для модных и рекламных проектов. Его работы отличаются неординарностью, инновационностью, футуристическим и авангардным подходом. Он работает с моделями, которые не соответствуют общепринятым стандартам красоты, снимает людей с ограниченными возможностями для модных проектов как, например, безногую модель и спортсменку  Эйми Маллинз, меняет гендерные роли своих моделей. Ник использует цифровую технику, и в основном пользуется камерой Canon EOS 5D и EOS 5D Mark II. 
В 2004 году был выбран фотографом для съемки ежегодного фотокалендаря «Пире́лли».
В 2010 году был награждён Орденом Британской империи.
Его работы были выставлены в Музее Виктории и Альберта, Галерее Саатчи,галерее Тейт Модерн, The Photographers' Gallery и Hayward Gallery. Он также выпустил несколько фотокниг, включая ретроспективные «Nicknight» (1994) и «Nick Knight» (2009).

## Биография, начало карьеры
Ник Найт родился в Лондоне, в 1958 году, в семье физиотерапевта (мать) и психолога (отец). По словам Найта, его родители всегда были открытыми, свободомыслящими, любящими и поддерживающими . На протяжении всей учёбы в школе Ник „боролся с системой“ — он ненавидел школьную форму, у него были длинные волосы, и он красился.  Как и его брат, он собирался пойти по стопами родителей. Однако, приступив к изучению биологии и химии, Найт понимает, что естественные науки ему неинтересны. Больше удовольствия ему доставляли прогулки по Лондону с фотоаппаратом в руках, который, как Ник однажды сказал в одном из интервью : “был лишь поводом для того, чтобы знакомиться с девушками”. Но спустя некоторое время, он понял, что снимать у него получается лучше, чем что-либо еще.
Он поступает в Колледж искусств и дизайна Борнмут-и-Пул. Во время учёбы он начинает серию черно-белых портретов своих друзей-скинхедов, к которым Найт относил и себя. В 1980 году альбом становится его дипломной работой, а через два года выходит отдельной книгой.

## 1982-1997
Работы Ника Найта замечает креативный директор журнала i-D Робин Деррик, который ныне занимает аналогичную позицию в британском Vogue. Вскоре Найт, перебивавшийся съемками малоизвестных групп, получает от i-D заказ на сто монохромных портретов для юбилейного номера. Новая серия оказывает сильное впечатление на арт-директора журнала Марка Асколи, и в 1986 году он приглашает Найта снять каталог для Yohji Yamamoto. Найт привлек к проекту художника Питера Сэвилла, что для таких проектов было совершенно новаторским. Удачная работа Ника Найта становится результатом сотрудничества с японским брендом еще на 10 лет, а Найт зарабатывает репутацию перфекциониста с безудержной фантазией, который контролирует каждый этап работы. В 1982 году Ник Найт влюбляется в Шарлотту Уилер, которая на тот момент была студенткой, пришедшей к нему в студию на стажировку. Спустя время, Шарлотта и Ник женятся.
В 1993 году Найт совместно с архитектором Дэвидом Чипперфилдом, по заказу лондонского Музея естественной истории сочиняет постоянную экспозицию «Plant Power». В ноябре 1993 года Ник Найт снимает обложку Vogue с Линдой Евангелистой, которая послужила своеобразным символом прихода гламура на смену гранжа. В это же время Ник Найт начинает сотрудничать с Александром МакКуином, снимает обложку для Massive Attack, а позднее для Бьорк, Дэвида Боуи, Кайли Миноуг и других. В 1994 году Ник Найт издал ретроспективный альбом «Nicknight», куда вошли фотографии, созданные им за 12 лет карьеры
В 1997 году он начинает своё сотрудничество с модным домом Dior, которое продлилось 10 лет. В этом же году Найт издает фотокнигу «Flora», где была представлена целая серия снимков цветов.
В конце 90-х Найта упрекают в избыточной постановочности, и в том, что он обращается с людьми, как с объектами. В это же время он начинает применять новейшие компьютерные технологии пост-обработки, за что его снова начали критиковать.
«Я чувствую, что существую в будущем. И, доложу я вам, это необычное место!».

## 2000 - настоящее время

### SHOWStudio.com
В ноябре 2000 года, Ник запускает веб-сайт посвященный моде и специализирующийся на прямых трансляциях с различных событий в фэшн-индустрии, видео-инсталляциях, интерактивных фильмах и др. Для Найта это опытная площадка и одновременно инструмент, с помощью которого можно воспитать новое поколение мультимедийных художников. 

Обложка альбома Леди Гаги «Born This Way»

SHOWstudio.com работал над более чем 300 проектов в сотрудничестве с людьми из индустрии моды, от Джона Гальяно и Александра Маккуина, Наоми Кэмпбелл и Кейт Мосс до дизайнеров и моделей, таких как Gareth Pugh, Кристофер Кейн и Агнесс Дин. совместные работы Showstudio.com также распространяются в миры музыки, архитектуры, еды, искусства, дизайна. Showstudio.com работал над совместными проектами с Бьорк, Брэдом Питтом, Леди Гагой, Ли Бауэри, Хестон Блюменталь и Трейси Эмин. Команда SHOWstudio вместе с Haus of Gaga создали интерлюдии и фоны, которые были использованы в туре Леди Гаги The Monster Ball Tour.
В 2009 году на сайте открылся магазин SHOWstudio Shop.  

### Музыкальные видео
Ник Найт также занимается съёмками клипов. В 2001 году Найт снимает своё первое видео для певицы Бьорк на песню «Pagan Poetry».  В 2011 году им был снят клип на композицию «Born This Way» Леди Гаги, с которой Ник начал сотрудничать осенью 2009 года и продолжает по сей день. Он также занимался оформлением альбома «Born This Way» . В 2013 году он снял клип «Bound 2» Канье Уэста.

## Личная жизнь
В настоящее время Ник живет в Лондоне вместе со своей женой Шарлоттой Уилер, и тремя детьми: Эмили, Эллой и Калум.

## Фотокниги
- Skinhead.(1982)
- Nicknight.(1994)
- Flora.(1993/1997/2003)
- Nick Knight. (2009/2015)
- Isabella Blow: Fashion Galore! (2014)